# Lee Johnson
Lee Willie Johnson (Plumerville, Arkansas, 16 de junio de 1957) es un exjugador de baloncesto estadounidense que jugó una temporada en la NBA, además de hacerlo en la liga italiana, la liga israelí, la liga francesa y la CBA. Con 2,11 metros de altura, lo hacía en la posición de pívot.

## Trayectoria deportiva

### Universidad
Tras jugar durante dos temporadas en pequeñas universidades, en 1977 pasó a formar parte de los Lions de la East Texas State, en las que promedió 16,0 puntos y 8,4 rebotes por partido.

### Profesional
Fue elegido en la decimoséptima posición del Draft de la NBA de 1979 por Houston Rockets, donde o encontró hueco e el equipo, optando entonces por ir a jugar a la liga italiana, al Sebastiani Rieti, donde promedió 20,9 puntos y 9,8 rebotes por partido, ganando su primer título internacional, la Copa Korac.
Al año siguiente fue reclamado por los Rockets, donde jugó 10 partidos en los que promedió 1,7 puntos, antes de ser cortado. Fichó posteriormente  como agente libre por Detroit Pistons, pero solo jugó dos partidos con su camiseta. Acabó el año jugando en la Continental Basketball Association.
Tras verse sin posibilidades de jugar en la NBA, decidió continuar su carrera en Europa, jugando 3 temporadas en el Seleco Napoli, para pasar posteriormente al Maccabi Tel Aviv, con los que ganó dos ligas y dos Copas de Israel. Volvió a Italia para jugar en Livorno, acabando su carrera en la liga francesa, jugando con el Racing de París y el Olympique Antibes, con los que ganó la liga en 1991.

## Estadísticas de su carrera en la NBA

### Temporada regular
| Temporada | Edad | Equipo          | Liga | P  | TIT | MIN | TC  | TCA | %TC  | 3P  | 3PA | %3P | TL  | TLA | %TL  | R.OF. | R.DEF. | REB | ASIS | ROB | TAP | PER | FP  | PTS |
| 1980-81   | 23   | TOTAL           | NBA  | 12 |     | 7.5 | 0.6 | 2.1 | .280 | 0.0 | 0.0 |     | 0.3 | 0.4 | .600 | 0.5   | 1.3    | 1.8 | 0.1  | 0.0 | 0.4 | 0.6 | 1.5 | 1.4 |
| 1980-81   | 23   | Houston Rockets | NBA  | 10 |     | 8.0 | 0.7 | 2.3 | .304 | 0.0 | 0.0 |     | 0.3 | 0.5 | .600 | 0.6   | 1.4    | 2.0 | 0.1  | 0.0 | 0.5 | 0.7 | 1.7 | 1.7 |
| 1980-81   | 23   | Detroit Pistons | NBA  | 2  |     | 5.0 | 0.0 | 1.0 | .000 | 0.0 | 0.0 |     | 0.0 | 0.0 |      | 0.0   | 1.0    | 1.0 | 0.0  | 0.0 | 0.0 | 0.0 | 0.5 | 0.0 |
| Total     |      |                 | NBA  | 12 |     | 7.5 | 0.6 | 2.1 | .280 | 0.0 | 0.0 |     | 0.3 | 0.4 | .600 | 0.5   | 1.3    | 1.8 | 0.1  | 0.0 | 0.4 | 0.6 | 1.5 | 1.4 |